# 람슈타인
람슈타인(독일어: Rammstein)은 독일의 헤비메탈 밴드이다. 약 1,500만장의 음반판매량을 기록하였다.

## 밴드명의 유래
‘람슈타인(Rammstein)’이란 이름은 1988년 서독 람슈타인 공군기지에서 열린 에어쇼의 막바지에 일어난 사고에서 유래됐다. 당시 이탈리아 공군 곡예비행단의 연습기 3기가 불시착 하였으며, 이중 한기는 주변에 밀집된 군중 한복판으로 추락하여 50명이 넘는 사람이 즉사하고 100명 이상이 중상을 입었다. 리하르트 크루스페와 틸 린데만은 후에 밴드의 이름이 람슈타인 에어쇼 참사로부터 나온 아이디어라 밝힌 바 있다. 또한 밴드 람슈타인의 데뷔곡 "Rammstein" 의 가사는 1989년의 람슈타인 에어쇼 참사에서 직접적인 영향을 받은 작품이다.

## 밴드 연혁

### 밴드의 결성과 초기 활동 (1994년 이전)
람슈타인은 밴드의 기타 연주자 리하르트 크루스페에 의하여 시작되었다. 크루스페는 1989년 서독으로 망명하였고, Orgasm Death Gimmicks라는 펑크밴드를 결성하였다. Orgasm Death Gimmicks 활동 시절 크루스페는 미국음악의 영향을 크게 받았다고 하며, 그가 영향을 받은 미국 밴드로는 KISS 등이 있다. 베를린장벽이 무너진 이후 크루스페는 틸 린데만이 바구니직공으로 일하며 First Arsch밴드에서 드럼을 연주하고 있던 구 동독의 슈베린으로 돌아오게 된다.
슈베린으로 돌아온 리하르트 크루스페는 The Inchtabokatables의 올리버 리델과 Die Firma의 크리스토프 "둠" 슈나이더와 함께 살게되었다. 두 사람과의 동거중 크루스페는 그동안 자신이 해왔던 음악활동이 스스로에게 맞지 않는다는 것을 깨닫게 된다. 크루스페가 원하는 것은 기계적인 소리와 무거운 기타음을 결합한 종류의 음악이었다. 올리버 리델, 크리스토프 슈나이더, 그리고 리하르트 크루스페 이 세 음악인들은 새로운 밴드 프로젝트에 착수하게 된다. 금세 크루스페는 작곡과 작사를 한꺼번에 한다는 것이 쉽지 않다는 것을 깨달았고, 이로 인해 틸 린데만이 람슈타인에 참여하게 된다. 크루스페는 틸 린데만이 일하는 도중 노래부르는 것을 듣고 린데만의 재능을 알아보았다고 한다.
1994년 베를린에서 비전문가 밴드를 위한 경연대회가 열렸다. 콘테스트에서 우승하는 밴드에게는 네 곡짜리 데모앨범을 전문 녹음실에서 제작할 수 있는 기회가 주어지는 대회였다. 크루스페, 슈나이더, 리델, 그리고 린데만 네명으로 이루어진 밴드가 경연에 참가하여 우승하였고, 이는 파울 란더스의 관심을 끌게 된다. 현 람슈타인의 기타리스트 파울 란더스는 초기 람슈타인의 시범 트랙을 듣고 큰 관심을 보이며 4인 밴드 람슈타인에 참여하게 된다. 소리의 완성도를 높이기 위해서 람슈타인은 파울 란더스와 Feeling B라는 펑크밴드에서 활약하던 건반 주자 크리스티안 로렌츠에게 합류를 권유하게 된다. 처음 로렌츠는 합류제안을 탐탁치 않아했지만, 결국 수락하게 된다.

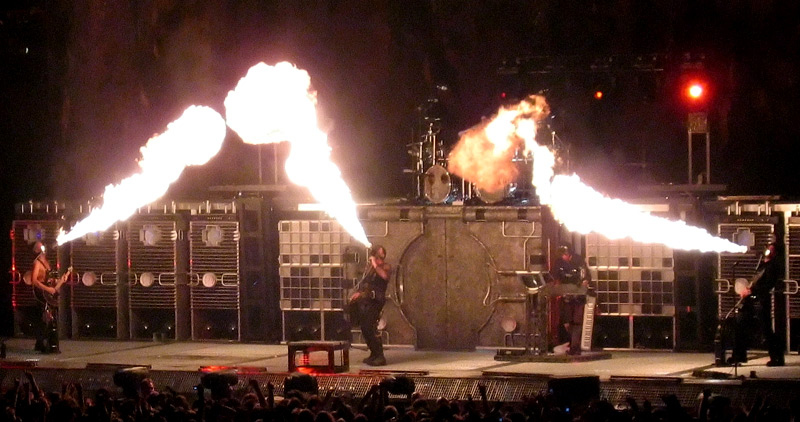
스톡홀름 콘서트에서 화염방사기 퍼포먼스를 선보이는 람슈타인 – Globe Arena, Stockholm, Sweden, 18 November 2004

### Herzeleid (1995-1997)
1995년 3월, 프로듀서 제이콥 헬너와 함께 람슈타인은 그들의 첫 번째 정식 스튜디오 앨범인 Herzeleid (영어: Heartbreak)의 제작에 착수한다. 람슈타인의 첫 번째 싱글 Du Riechst So Gut (영어: You Smell So Good) 은 8월 17일 발매되었으며 Herzeleid 앨범은 1995년 9월 24일 발매되었다. 같은해 말 람슈타인은 Clawfinger와 함께 바르샤바와 프라하로 공연 투어를 떠난다. 12월 2일부터 22일까지 람슈타인은 독일 내에서 17번의 공연을 하였으며, 이는 독일내 람슈타인의 인지도가 치솟는 계기가 된다. 1996년 초 람슈타인은 몇 번 정도의 공연 투어를 더 가졌으며, 1996년 1월 8일 그들의 두 번째 싱글 Seemann (영어: Sailor)를 내놓게 된다.
3월 27일 람슈타인은 런던 MTV 프로그램 Hanging Out 의 무대에 오른다. 이는 람슈타인의 첫 번째 영국 공연이 되었다. 뮤직 디렉터 트렌트 레즈너 가 람슈타인의 "Heirate Mich" (영어: Marry Me) 와 "Rammstein" 두 곡을 데이빗 린치 감독의 영화 Lost Highway 사운드 트랙에 추가 하면서 독일 바깥에서 람슈타인의 인지도는 다시한번 크게 올라간다. 영화 Lost Highway 의 사운드트랙은 1996년 가을 미국에서 발매되었으며, 1997년 4월 유럽 각지에서 발매되었다.
그 후 람슈타인은 독일, 오스트리아, 그리고 스위스를 아우르는 긴 투어를 1996년 9월부터 10월까지 가지게 된다. 투어 도중 9월 27일 람슈타인은 "100 Years of Rammstein"이라는 기념공연에서 공연한다. "100 Years of Rammstein" 공연에 초청된 게스트 뮤지션들 중에는 영국 일렉트로닉 뮤직 뮤지션 Moby 와 Bobo, 그리고 베를린 세션 오케스트라 등이 있었으며, 베를린 디렉터 게르트 호프가 라이트쇼의 연출을 맡았다.

### Sehnsucht, Live Aus Berlin (1996년 후반-2000)
1996년 11월 몰타의 템플 스튜디오에서 람슈타인의 두 번째 정규앨범 Sehnsucht (독일어: Longing) 이 시작되었다. 제이콥 헬너가 다시 한번 프로듀싱을 맡았다. Sehnsucht 앨범의 첫 번째 싱글 "Engel" (영어: Engel) 은 1997년 4월 1일 발매되었으며, 같은해 5월 23일 독일 내 음반 세일즈 차트에서 골드를 기록하게 된다. Engel 의 성공은 Engel 의 팬 버전인 Engel Fan Edition 의 발매로 이어졌다. Engel Fan Edition 은 이전에 발표되지 않았던 두 곡인 "Feuerrader" (영어: Catherine Wheel) 와 "Wilder Wein" (독일어:Virginia Creeper) 을 포함하고 있다. 정규앨범 Sehnsucht의 두 번째 싱글은 "Du Hast" (영어: You Have)였으며, 이 곡은 1997년 8월 독일 싱글차트에서 5위를 기록하게 된다.
1997년 여름 람슈타인의 투어 도중 8월 22일에 Sehnsucht 앨범이 발매되었다. Sehnsucht는 발매 2주 만에 차트 1위를 석권한다. 동시에 람슈타인의 첫 번째 정규앨범이었던 Herzeleid, 그리고 Sehnsucht 앨범의 두 싱글 Du Hast 와 Engel 이 독일내 음반 세일즈 차트 20위권에 들어오게 되었다. 1997년 9월, 10월, 그리고 11월 내내 람슈타인의 투어는 매진되었다. 1997년 투어 직후 람슈타인은 독일 전자음악 그룹 크라프트베르크의 곡인 "Das Modell" (영어: The Model)의 리메이크에 착수하였고, 이 싱글앨범에는 람슈타인이 이전에 내놓지 않았던 곡인 "Kokain" (영어: Cocaine) 이 추가되어 있다. 1997년 12월 5일 람슈타인의 KMFDM과 함께 밴드의 첫 번째 미국 투어에 착수하게 된다.
1998년 8월 22일부터 23일간 람슈타인은 베를린 Wuhlheide 에 모인 17,000명의 팬들 앞에서 공연하였다. 그 1998년의 베를린 공연은 그때껏 람슈타인이 가진 공연들 중 가장 큰 규모였다. 보조 뮤지션들로는 단치히 (Danzig), 니나 하겐 (Nina Hagen), 요아힘 비트 (Joachim Witt), 그리고 알라스카 (Alaska) 가 있었다. 얼마 안있어 발매될 라이브 DVD 인 Live Aus Berlin 에 사용하기 위하여 공연의 전부가 전문가들에 의해 녹화되었다.
1998년 9월부터 10월 말까지 람슈타인은 Korn, Ice Cube, Orgy, 그리고 림프비즈킷 (Limp Bizkit)과 함께 "Family Values" 투어를 가진다. 람슈타인의 미국내 성공을 증명하는 계기로 Sehnsucht는 11월 2일 미국 음반 세일즈 차트에서 골드를 기록하였다.
람슈타인은 MTV 유럽 음악 시상식 (MTV European Music Awards)에서 최고 락밴드 부문 (Best Rock Act) 에 지명되어 1998년 11월 12일 라이브로 Du Hast 의 공연을 가진다.
1999년에도 람슈타인의 성공은 지속되어, 그해 2월 42번째 그래미 상 (Grammy Awards) 에 최고 메탈음악 부문 (Best Metal Performance) 에 지명되었다. 실제 공연 1년 후닌 1999년 8월 30일 Live Aus Berlin 의 라이브 공연이 CD로 제작되어 발매되었다. Live Aus Berlin 은 더블디스크의 한정판으로도 판매되고있다. 발매개시 2주 후 Live Aus Berlin 라이브 앨범은 독일 앨범차트 1위에 들어갔다. 1999년 9월 13일에는 VHS 비디오테이프 버전이, 같은해 11월 26일에는 DVD버전의 Live Aus Berlin 공연 영상이 발매되었다.

### Mutter (2000-2002)
정규 음반 Mutter (영어: Mother)는 2000년 5월부터 6월까지 남프랑스에서 이루어졌으며, 같은해 10월 스록홀름에서 믹스되었다. 2000년 크리스마스에 람슈타인은 신곡 "Links 2-3-4" (영어: Left 2-3-4)의 MP3 을 공개하였다.
2001년 한 해는 밴드에게 있어서 매우 바쁜 한 해였다. 2001년 1월과 2월에는 오스트레일리아와 뉴질랜드의 Big Day Out 축제에서 공연 하였으며, 1월 13일부터 15일까지는 포츠담의 Babelsberger 필름스튜디오에서 새 싱글 "Sonne" (영어: Sun)의 뮤직 비디오가 촬영되었다. Sonne의 뮤직 비디오는 2001년 1월 29일 공개되었다. Sonne 의 싱글 앨범은 같은 해 1월 12일 유럽 각지에서 발매되었으며, 이 싱글 음반에는 Sonne의 인스트루멘탈과 Clawfinger 의 두 리믹스, 그리고 Mutter 앨범에 포함될 곡인 "Adios" (영어: Farewell) 가 수록되어 있다.
Mutter는 2001년 4월 2일 발매되었다. Mutter 의 발매와 함께 람슈타인은 독일, 오스트리아, 스위스를 아우르는 투어를 시작하였다. Mutter 앨범의 두 번째 싱글 "Link 2-3-4" 가 2001년 5월 14일 발매되었으며, 뮤직비디오는 5월 18일 공개되었다. 6의 우럽 투어를 마치고 람슈타인은 2001년 6월에서 8월까지 미국과 캐나다, 그리고 멕시코 투어를 가졌다.
Mutter 의 세 번째 싱글 "Ich Will" (영어: I Want)는 2001년 9월 10일 발매되었다. 투어 에디션의 Mutter 앨범도 동시에 발매되었는데, 이 앨범은 다른 형태의 커버디자인과 "Ich Will," "Links 2-3-4," "Sonne," 그리고 "Spieluhr" 의 라이브 음원이 추가되어 제작되었다. 2002년 1월 8일부터 12일까지 람슈타인은 영화 xXx 의 한 씬을 촬영하기 위해 프라하로 이동했다. 영화 xXx 속 람슈타인은 인트로 부분에서 그들의 곡 "Feuer Frei!" (영어: Fire At Will!)를 관중들로 가득 찬 클럽에서 부르는 모습으로 나온다. "Feuer Frei!"는 전 유럽에서 영화 트리플 엑스 사운드 트랙의 첫 번째 곡으로 릴리즈 되었다. 람슈타인은 이후 같은 곡의 두가지 리믹스를 내놓았다. Feuer Frei! 의 싱글 앨범에는 추가로 Battery 밴드의 커버 버전인 "Du Hast" 와 "Buck Dich" (영어: Bend Over) 가 수록되었다. Feuer Frei! 의 뮤직 비디오는 Rob Cohen 에 의하여 편집되었으며, 뮤직 비디오는 람슈타인의 영화속 공연 장면과 영화 내 여러 클립들로 이루어져 있다.

### Reise, Reise (2003-2005)
2003년 11월부터 12월 두 달 동안 람슈타인의 세 번째 정규음반 "Reise, Reise" (영어: Voyage, Voyage - Arise, Arise의 뜻으로 해석되기도 한다)가스페인 남부의 엘 꼬르띠호 스튜디오 (El Cotijo)에서 녹음되었다. 녹음된 음반은 후에 스톡홀름의 토이타운 스튜디오 (Toytown)에서 2004년 4월부터 5월까지 믹스되었다. 2004년 7월 26일에는 Reise, Reise 의 첫 번째 싱글 "Mein Teil" (영어: My Part) 이 공개되었다. Mein Teil 의 뮤직 비디오는 베를린 Treptow 지역구의 아레나에서 촬영 되었으며, 추가적인 야외촬영은 Bismarckstrasse 의 U-Bahn 역에 위치한 도이치 오페르 (Deutsche Oper) 오페라 하우스에서 이루어졌다. "Links 2-3-4" (영어: Left 2-3-4) 뮤직비디오의 감독을 맡은 Zoran Bihac 가 Mein Teil 비디오의 감독을 맡았다. 2004년 8월 6일부터 7일까지 이틀동안 베를린 근처 뤼데르스도르프 (Rüdersdorf)의 폐기처분 된 건설구역에서 Jorn Heitman 감독의 지휘 하에 "Amerika" (영어: America; 미합중국을 뜻함)의 뮤직비디오가 촬영되었다. Jorn Heitman 감독은 "Ich Will" (영어: I Want) 및 다수의 다른 뮤직 비디오의 감독을 맡기도 했다. "Amerika" 뮤비에 등장하는 우주복세트는 할리우드에서 빌려왔으며 240톤의 재가 뮤비 속 달표면의 표현을 위해 공수되었다. 뮤직비디오는 2004년 8월 20일 공개되었다.
Reise, Reise 앨범의 두 번째 싱글 "Amerika"는 2004년 11월 13일 발매되었다. 앞서 9월 27일 발매된 Reise, Reise 앨범과 함께 Amerika 싱글은 유럽 음악순위 10위권에 진출하였다. 빌보드차트 (Billboard Charts) 에 의하여 람슈타인은 그때까지의 독일 밴드중 가장 큰 영향력을 행사한 밴드로 명명되었다. 2004년 11월 과 12월 동안 람슈타인은 독일투어를 가졌으며, 투어 도중 11월 22일 "Ohne Dich" (영어: Without You) 싱글 앨범이 발매되었다.
2005년 2월, 람슈타인은 유럽투어를 한번 더 가지게 된다. 2005년 2월 28일에 이르러 람슈타인은 10개국 총 합계 200,000 명의 관중 앞에서 21번의 콘서트를 가지게 되었다. 이 투어 도중 람슈타인은 몇 번인가의 기소를 받게 되는데, 관중석의 일부 관중이 장시간 고열에 노출되어 부상을 입은 데 그 이유가 있다. "Keine Lust" (영어: I Don't Feel Like It) 은 Reise, Reise 앨범의 네 번째 싱글이었으며, 2005년 2월 28일 발매되었다.
2005년 5월 27부터 7월 30일까지 람슈타인은 유럽 각지의 축제에서 공연 하였다. 이 공연들중 촬영된 영상들은 이후 2006년 11월 발매된 람슈타인의 라이브 공연 DVD 인 Volkerball (영어: Folk Ball) 에 추가 되었다.
월드 투어의 일환으로 2005년 8월 10일 올림픽 공원에서 내한공연이 예정되어 있었으나, 7월 30일 스웨덴 고센버그 공연에서 틸 린데만이 무릎부상을 입어 공연이 취소되었다.

### Rosenrot, Völkerball (2005-2006)
2006년 8월, 람슈타인은 밴드의 최신 앨범 "Rosenrot" (영어: Red Rose)의 이름을 공개하였다. 새 음반 Rosenrot 의 첫 번째 싱글 "Benzin" (영어: Benzin) 은 2005년 10월 5일 발매되었으며, 뮤직비디오는 같은해 9월 16일 공개되었다. Rosenrot 앨범은 전 세계에서 동시에 2005년 10월 28일 발매되었다. 밸매즉시 Rosenrot 앨범은 전작인 Reise, Reise 의 성공가도를 따르며 20개 국가의 음반 판매 차트에서 10위권에 안착하였다.
Rosenrot 앨범의 타이틀 트랙인 "Rosenrot" 의 싱글 앨범이 2005년 12월 16일 발매되었다. "Mann Gegen Mann" (영어: Man Against Man) 싱글의 뮤직 비디오는 2006년 2월 6일 공개되었으며, Mann Gegen Mann 싱글앨범은 같은해 3월 3일 발매되었다. 2006년 2월 19일 밴드 람슈타인의 이름을 따서 혜성 110393 Rammstein 의 명칭이 정해졌다.
1998년에 발매된 Live Aus Berlin 라이브 공연 영상 이후 처음으로 2006년 11월 17일 또다른 람슈타인 라이브 공연 영상 Volkerball 이 발매되었다. Volkerball에는 영국, 프랑스, 일본, 그리고 러시아에서 가진 람슈타인의 공연 영상이 수록되어 있으며, 스페셜 에디션의 두 번째 DVD 디스크에는 Mathilde Bonnefoy 감독의 다큐멘터리 "Anaconda In The Net" 과 람슈타인의 기타리스트 파울 란더스가 감독한 "Making Of The Album Reise, Rese" 가 수록되어 있다. Volkerball 라이브 영상의 한정판은 큰 사이즈의 검은색과 흰색의 사진첩으로 제작되었으며, 람슈타인의 투어를 옆에서 함께 한 사진작가 Frederic Batier 가 찍은 공연 사진들이 포한되어 있다. 사진첩 모양의 한정판은 두 장의 DVD와 두 장의 라이브 앨범 CD로 이루어져 있다.

### Liebe Ist Für Alle Da (2007-현재)
2006년 잠시 공백기를 가진 람슈타인은 2007년 다시 음반작업에 착수하게 된다. 람슈타인의 싱글 "Amerika"의 Electro Ghetto 리믹스를 녹음 한 독일 래퍼 Bushido 가 가진 2007년 1월 21일 자 인터뷰에 따르면, 람슈타인은 Bushido와 함께 "Vergiss Uns Nicht" (영어: Don't Forget Us)의 녹음작업에 들어갔다고 한다. 같은 인터뷰에서 Bushido 가 밝힌 내용에 따르면, "Vergiss Uns Nicht" 가 람슈타인의 베스트 앨범에 추가 될지는 미지수라고 한다. 람슈타인의 베스트 앨범이 첫 번째로 언급된 일은 이 인터뷰가 처음 이었으며, 람슈타인의 새 앨범에 관한 언급이 행하여진 것도 이 인터뷰가 처음이었다. 크리스티안 로렌츠가 언급한 정보에 따르면 2008년 람슈타인의 신보가 발매되었어야 하지만, 2008년 1월 Talking Metal Podcast 에 출연한 리하르트 크루스페에 의하면 현재 람슈타인은 새로운 앨범의 제작중에 있으며, 발매 후 미국을 포함한 큰 규모의 월드투어 계획이 있다고 밝혔다.
2008년 11월 4일 람슈타인은 베를린에서 새 음반의 초기작업을 마치고 미국 로스엔젤레스의 Henson Studio에서 막바지 작업에 들어갔다. 그 후 7주 동안 드럼, 기타, 그리고 대부분의 보컬파트가 녹음되었다. 2009년 8월 새로운 앨범의 11트랙이 수록이 확정됐으며 앨범의 믹싱도 스톡홀름에서 마무리 지었다.
2009년 9월 1일 새 앨범<Liebe Ist Für Alle Da>(사랑은 모두를 위한 것)의 첫 싱글 <Pussy>의 프로모셔널 비디오가 공개되었다.  보관됨 2009-09-10 - 웨이백 머신
2009년 10월 16일(EU 기준) 새 앨범 Liebe Ist Für Alle Da가 발매되었다.
2019년 11월 18일에 폴 란더스와 리하르트 크루스페가 "올해 12월에 새로운 앨범의 믹싱이 있을것"이라고 발표하였다. 또, 약 3년간 투어일정을 계획중이라고도 하였다.
http://loudwire.com/rammstein-richard-kruspe-new-album-mixed-december-three-year-tour-cycle-starts-2019/
2022년 마지막 앨범 Zeit를 발매하였다. 그리고 2023년 유럽 투어를 마치고 음악계에서 은퇴할 예정이다.

## 음악 성향
넓게 볼 때 람슈타인은 Neue Deutsche Härte 움직임에 속한다고 볼 수 있지만, 키보드를 이용하여 현악기, 성가대, 그리고 피아노 음색을 자유자재로 구사하여 첨부하는 밴드로서 람슈타인의 음악은 펑크록, 팝음악, 고딕 록의 영향을 받은 인더스트리얼 록, 하드록, 헤비메탈, 그런지, 그리고 전자음악까지 포함하는 장르를 뛰어넘는 그들만의 고유한 사운드를 표방한다. 람슈타인의 사운드에 영향을 끼친 밴드로는 슬로베니아의 신고전주의 인더스크리얼 록 그룹인 Laibach가 있다. Oomph!와 Ministry 도 람슈타인의 사운드 형성에 영향을 끼친것으로 보여지나, 람슈타인의 개성 강한 곡들인 "Du Riechst So Gut," "Bestrafe Mich," "Ohne Dich," "Te Quiero Puta!" 등에서 볼 때 기존의 분류방식 으로는 람슈타인이 정확히 어떤 장르에 속하는지 알 길이 없다. 대다수의 경우 간단하게 인더스트리얼 메탈 그룹으로 정의한다.
라이브 쇼와 뮤직 비디오에서 보이는 람슈타인의 코스튬은 독특하기로 유명하다. "Keine Lust" 의 뮤직 비디오 에서는 크리스티안 로렌츠를 제외한 밴드 멤버 전원이 비대하게 살찐 모습으로 등장한다. "Amerika" 의 뮤직 비디오에서는 밴드 멤버 전원이 우주복을 입고 등장한다. 라이브 공연에서 람슈타인의 도전정신은 더 높아진다. "Volkerball"공연에서 틸 린데만은 각각의 곡에 맞춰 제작한 서로 다른 의상을 입고 공연했다. 그 예로 "Mein Teil" 에서의 요리사 의상, "Reise, Reise" 에서의 선원 의상 등이 있다.

## 음반

### 정규 음반
- Herzeleid(1995년)
- Sehnsucht(1997년)
- Mutter(2001년)
- Reise, Reise(2004년)
- Rosenrot(2005년)
- Liebe ist für alle da(2009년)
- Rammstein(2019년)
- Zeit(2022년)

### 라이브 음반
- Live Aus Berlin(1999년)
- Völkerball(2006년)
- Rammstein In Amerika(2015년)